# Vaclav Zizler
Vaclav Zizler (8 de março de 1943) é um matemático tcheco.
É professor emérito da Universidade de Alberta.